# Fotbalistul macedonean al anului
Fotbalistul macedonean al anului este un premiu care se dă anual la cel mai bun jucător de fotbal macedonean.
Cel mai bun jucător (liga Macedoniei)
- 2004: Aleksandar Vasoski
- 2006: Artim Polozani
- Cel mai bun jucător (în ligă externă)
- 2004: Goran Pandev
- 2006: Goran Pandev

Cel mai bun jucător străin
- 2004:  Gilson Da Silva
- 2006:  Ivan Pejčić

Antrenorul anului
2004: Gjore Jovanovski
Cel mai bun jucător tânăr
2004: Goran Trickovski
Echipa anului
2006: FK Rabotnički
Premiul Fair Play
2004: FK Sileks

## Feminin
Cea mai bună jucătoare
- 2004: Sirieta Brahimi
- 2006: Milka Arsova

Echipa anului
2006: ZFK Skiponjat

## Futsal
Cel mai bun jucător
- 2006: Zoran Leveski

Echipa anului
- 2006: KMF Alfa Parf Skopje